# Nachal Evta
Nachal Evta (hebrejsky: נחל אבטח) je krátké vádí v jižním Izraeli, v regionu Šefela v pobřežní planině.
Začíná nedaleko vesnice Berechja. Pak směřuje k severu. U vesnice Nicanim se stáčí k západu, prochází pod tělesem dálnice číslo 4 a pak vede skrz pobřežní pruh písečných dun s původní suchomilnou vegetací (Park ha-Cholot). Ústí do Středozemního moře mezi městy Aškelon a Ašdod. Nachal Evta má nepravidelný vodní režim s nestálým průtokem. Výraznější průtok je tu během zimního období dešťů.